# Dylan Evans
Dylan Evans es un académico británico nacido en 1966. Autor de libros sobre las emociones, el efecto placebo, así como también sobre las teorías de Jacques Lacan.
Nacido en Bristol, estudió lingüística y español en la Universidad de Southampton. Se doctoró en filosofía en la London School of Economics. Fue psicoanalista lacaniano y escribió una obra de referencia sobre el tema, el Diccionario introductorio de psicoanálisis lacaniano, 1996. A la postre, comenzó a dudar de la validez científica del lacanismo. 
Renuncia a su cargo de profesor de la University of the West of England, para iniciar un proyecto sobre modos de vida sustentables llamado "Experimento utopía", intento que se llevara a cabo en las Tierras Altas de Escocia, y consistente, en este caso, en la formación de un grupo autosuficiente de personas cultivando sus propios alimentos, sin televisión y con uso limitado de la electricidad, durante un espacio de tiempo de nueve meses. 
Fue, brevemente, profesor de Ciencias del Comportamiento en la Escuela de Medicina en la University College Cork donde recibió en 2010 el "Premio del Presidente para la Investigación sobre formas innovadoras de enseñanza" ("President's Award for Research on Innovative Forms of Teaching").
La inteligencia de riesgos es una de sus áreas de investigación.
En la primavera de 2010, Evans "fue acusado de acoso sexual a una colega cuando le mostrara un artículo publicado sobre el sexo oral entre los murciélagos de la fruta." El fallo resultante del Tribunal Supremo de Irlanda arrojó como resultado la existencia del acoso pero con una especificación para este último como "de mínima gravedad".

## Críticas a Lacan
En su ensayo "De Lacan a Darwin" (2005), Evans historia el periplo que lo llevara de su desencanto hacia las ideas lacanianas, hasta sus ideas actuales.
Evans no deja de autoacusarse por su credulidad con respecto a las teorías de Lacan. Padeció la indiferencia de las teorías freudianas-lacanianas en el contexto académico de su país como una crisis etnográfica y posteriormente se autoacusó por abandonar su simpatía por estas ideas al punto tal de escribir: "me pregunté si mis dudas sobre el psicoanálisis estaban motivadas por un deseo reprimido o de otro tipo, o si esto no era sólo una especie de "reacción terapéutica negativa" o "resistencia contra el proceso de análisis."
Observó en las objeciones de los lacanianos para con su conversión que los guiaba, más que una búsqueda de la verdad, una relación afectiva con las ideas de las que se habían vuelto acólitos. 
Su interés por el psicoanálisis de Lacan lo llevó a viajar a Argentina, a París, a Estados Unidos y a regresar a Gran Bretaña. 
Intentó dar unidad a la retórica "extravagante" de Lacan con el fin de abrirla a escrutinio y crítica. Y en este intento fue cuando comenzó a dudar para por fin sufrir una conversión, específicamente a partir de los "Seminarios de Darwin", donde figuras como Daniel Dennett y Steven Pinker exponían su visión sobre Darwin. La conclusión final de Evans pudiera resumirse en que, según él, las teorías de Lacan deben su buena vida a la mala comprensión de la ciencia.
A este respecto merecía para él atención la distinción clara sobre el proyecto vivo de Lacan, quien se consideraba un psicoanalista, y no un teórico literario. 
Así, en su periplo, observó la receptibilidad que tuvo y tiene la obra de Lacan tanto en París como en los países de Latinoamérica. El uso clínico de la obra lacaniana es lo que objeta tanto a lugares como Argentina y lugares como París, e incluso al mismo Lacan, puesto que esta tendencia observada por Evans mismo habría sido tomada al pie en dichos lugares. En Buenos Aires pudo recoger un dato alarmante: según él "allí hay más psicoanalistas per cápita que en cualquier otra parte del mundo, incluso Nueva York".
Asimismo, en Buenos Aires, el paradigma psicoanalítico es masivo, (el sesenta por cien de los psicólogos recibidos terminan siendo psicoanalistas). En países de habla inglesa, sin embargo, la obra lacaniana carece casi totalmente de uso clínico y sólo haya su aplicación en el estudio literario y de la cultura. 
En su paso por la Universidad Estatal de Nueva York en Buffalo, pudo apreciar el caso de que distinguidos psicoanalistas sólo tenían salida como docentes en departamentos de literatura comparada. Es en este lugar, en Estados Unidos, donde Evans se asombra del desconocimiento de la totalidad de la obra lacaniana: dado el uso que ellos hacían de la obra lacaniana, con ello demostraban su incapacidad para advertir la deficiencia clínica de las teorías lacanianas. 
Asimismo, su paso con doctorado incluido por la London School of Economics, fue relevante para su definición.
Si bien la síntesis final que Evans hace sobre la obra de Lacan es negativa, no deja de reconocer algunas cualidades señeras; se puede observar en este ensayo dos tipos de Lacan, uno al que finalmente se reprueba totalmente y que termina siendo el "Lacan verdadero" y otro que fuera un malogrado pionero de los actuales paradigmas en la psicología. 
En cuanto a lo reprobable en Lacan, Evans observa que hay una mala comprensión de la llamada naturaleza humana. Esa mala comprensión estaría movida por su consideración de la lingüística desde un punto de vista literario tal como uno de sus maestros inspiradores, Ferdinand de Saussure.
La figura de Lacan como intelectual renacentista habría sido también contraproducente puesto que habría propiciado el halo misterioso ligado a su enseñanza y su consideración palmaria como una figura fetiche. Esto también, observa, estaría ligado a la cacareada oscuridad del psicoanalista por la cual su mensaje nunca parecía hacerse evidente. El carácter hechiceresco de sus seminarios, entonces, sería una consecuencia evidente. 
Los resultados de mejora clínica propiciados por la clínica lacaniana serían, para Evans, casi reducibles a cero: "Cada vez que tuve éxito en ayudar a alguien, siempre era porque había puesto mi teoría lacaniana a un lado por el momento, y simplemente respondí a la intuición, la empatía, o el sentido común." Una de las razones de la incomprensión de la tan mentada naturaleza humana se haría más evidente en la intención, por ejemplo, de Lacan, de que el tratamiento de desarreglos psíquicos girara en torno al análisis lingüístico de las expresiones del paciente. Por su parte, la fórmula acuñada por Lacan de Sujeto supuesto Saber sería poco más que una obviedad, encerraría la clave de la cura del paciente por sí mismo y por tanto, dicho concepto, de forma encriptada, albergaría como fin dar importancia a la figura del analista. 
En los lugares donde el psicoanálisis habría sido tomado al pie de la letra (París y América Latina más que nada) habría una tendencia dogmática acerca del psicoanálisis. Como el último Lacan, allí se horrorizarían de la hermeneutización del psicoanálisis, o dicho de otra forma: de su aplicación a otras áreas de investigación. Esto sería dogmático: cerrar el psicoanálisis tanto a la crítica empírica como a su transfiguración en otras disciplinas. 
De este modo, Evans, interpretaría la mayor infalibilidad de Lacan (aún mayor que la de Freud) como "una mera proyección de sus discípulos, quienes pusieron a Lacan en la posición del Sujeto-supuesto-Saber, es decir el término de Lacan para la posición del analista vis a vis con el paciente".
Más adelante Evans trata de mostrar cómo el mismo Freud ya alberga una tendencia a reducir sus investigaciones a la lingüística y la cultura por carecer de medios más precisos para su investigación; Lacan habría inventado un Freud "lingüístico-cultural" haciéndolo por ello si no inmune, resistente a la refutación de la biología moderna, pero, a su vez, como sospechaba Lacan y el mismo Evans lo deja claro: ya estaba en Freud el germen de esta tendencia. Esto se ve claramente cuando Evans hace la crítica de la noción pulsión de muerte en Lacan. Al parecer, Lacan habría llevado la noción de pulsión a una instancia semántica vacua por no poder contextualizarla en un marco biológico. De ello se seguiría su crítica a James Strachey, cuando este igualó instinto (Instinkt) a pulsión (Trieb). El "abismo ontológico masivo" que Claude Levi-Strauss viera entre la naturaleza y la cultura sería una de las posibles génesis de esa idea tan arraigada en Lacan. Como consecuencia ya ningún término es, en Lacan, sino una metáfora, una relación de significantes. Esa división que cristaliza en Lacan, Levi-Strauss y otros antropólogos en dos mundos separados dio en llamarse "Modelo Estándar de las Ciencias Sociales" (MECS), donde las ciencias sociales estarían inspiradas por el estudio de la lengua y las ciencias naturales podrían tomar su inspiración de la física. Ese modelo, al que no adhiere Evans, no obstante, resguardaría todavía una cosmovisión creacionista, un lejano, transformado y resistente modelo platónico y habría sido desplazado por el «Modelo Causal Integrado» donde cualquier intento de aislar la psicología de la biología sería visto como sospechoso. De este modo, Evans sostiene rotundas afirmaciones tales como la siguiente: "Con un escáner de resonancia magnética a su disposición, es muy posible que nunca se hubiera inventado el psicoanálisis." y atribuye como posible causa de la continuación de Lacan en el modelo viejo a un perpetuo encandilamiento de Lacan hacia el surrealismo (del que habría estado interesado antes que en el psicoanálisis)
Por otro lado, la formalización del psicoanálisis, habida cuenta de que Lacan no creía en los conceptos sino como meras metáforas, resultaría, al ver de Evans, incoherentes, meros arabescos que daban una terminación recargada a su "neo-surrealista tecno-poesía." 

Con respecto a lo admirable en Lacan, (según Evans) se puede observar en la sed inagotable de conocimiento, la cual lo llevara a hurgar por una gran cantidad de disciplinas e inclusive a anticipar otras. Así, el célebre tópico del estadio del espejo habría tenido una inspiración etológica, cuando esta disciplina ni siquiera existía. Inspirado por las observaciones del psicólogo francés Henri Wallon, el estadio del espejo estaría sustentado en un modelo comparativo entre los bebés y los chimpancés. La deducción aquí habría sido que alrededor de los seis meses, tanto unos como los otros sentirían fascinación por su reflejo en el espejo, con el dato agregado de que el chimpancé, a diferencia del bebé, al poco tiempo se desentendería de dicha fascinación. Si bien el estadio del espejo derivó en una regla general de la personalidad humana, partió de un modelo confrontativo, comparativo o empírico. Fue anterior (1936) a las propuestas de Konrad Lorenz, fundador de la disciplina en cuestión.
Lacan también habría sido uno de los primeros en debatir sobre las ciencias cognitivas. En la década de 1950, Lacan habría estado fascinado por el modelo computacional de la mente (modelo que ha dado a luz al nuevo campo de la psicología cognitiva). 
En 1955, un año antes del nacimiento de la ciencia cognitiva, Lacan habría dado una conferencia en la Sociedad Psicoanalítica de Francia sobre el tema "Psicoanálisis y cibernética". 
No obstante, para Evans, el modelo cognitivo de Lacan no distaría del de Freud, basado en los desarrollos tecnológicos de la época, específicamente la hidráulica, mientras que el modelo cognitivo de comparación de la mente con una computadora, sería, para Evans, más intuitivo. 
Una de las causas del consiguiente distanciamiento de este modelo por parte de Lacan, puede verse en la siguiente formulación de Evans: "Tal vez por la sensación de que el lenguaje de procesamiento de la información no se ajusta fácilmente con el modelo hidráulico de Freud de la mente. Tal vez incluso se dio cuenta de que la naturaleza digital de la primera era incompatible con el carácter analógico de la segunda."
En suma, Evans observaría en la obra integral de Lacan un "patrón de distanciamiento desde el mundo empírico de la biología al mundo metafísico de las "estructuras".

## Algunas obras
- Introducción a la evolución (2001)
- Emoción: la ciencia del sentimiento (2001)
- Introducción a la psicología evolutiva (1999)
- Diccionario introductorio de psicoanálisis lacaniano (1996)